# Источни Тимор на Светском првенству у атлетици на отвореном 2023.
Источни Тимор је учествовао на 19. Светском првенству у атлетици на отвореном 2023. одржаном у Будимпешти од 19. до 27. августа пети пут. Репрезентацију Источног Тимора представљао је један такмичар који се такмичио у трци на 800 метара. , 
На овом првенству такмичар Источног Тимора није освојио ниједну медаљу нити је остварио неки резултат.

## Учесници
Мушкарци:
- Мануел Бело Амарал Атаиде — 800 м

## Резултати

### Мушкарци
| Атлетичар                 | Дисциплина | Лични рекорд | Квалификације | Квалификације | Полуфинале           | Полуфинале           | Финале               | Финале       | Детаљи |
| Атлетичар                 | Дисциплина | Лични рекорд | Резултат      | Место         | Резултат             | Место                | Резултат             | Место        | Детаљи |
| ------------------------- | ---------- | ------------ | ------------- | ------------- | -------------------- | -------------------- | -------------------- | ------------ | ------ |
| Мануел Бело Амарал Атаиде | 800 м      | 1:55,24      | 1:58,32       | 9. у гр 1     | Није се квалификовао | Није се квалификовао | Није се квалификовао | 58 / 60 (61) |        |